# Rhône (Weinbaugebiet)

Eine Übersicht der einzelnen Appellationen des Weinbaugebiets Rhône. Zoom A zeigt die südlich gelegenen Appellationen bei Avignon und Zoom B stellt die nahe Lyon gelegenen Weinbaugebiete dar

Aus dem 200 km langen Teilstück der Rhône zwischen Vienne und Avignon, Frankreich, kommen eine ganze Reihe hochwertiger Weine. Das Weinbaugebiet Rhône gilt als die älteste Weinregion Frankreichs. Die gesamte Rebfläche beträgt rund 61.172 Hektar, die Weinproduktion beläuft sich auf etwa 2,51 Millionen hl/Jahr (Stand 2008,).

## Geschichte

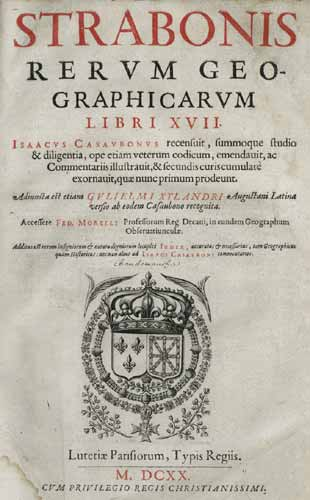
Eine Seite der Geographica - Ausgabe von Isaac Casaubon' aus dem Jahr 1620

Angeblich soll der Stamm der Phoker (Griechen) die Weinrebe vor ungefähr 2400 Jahren aus Kleinasien an die Rhône gebracht haben. Fakt ist, dass zur Römerzeit schon Weinbau betrieben wurde. Die Weine der nördlichen Rhône sind eng mit den Städten Lyon und Vienne verbunden. Lyon, am Zusammenfluss der Rhône und der Saône gelegen, wurde 43 v. Chr. von den Römern unter dem keltischen Namen Lugdunum (Hügel des Lichts oder Hügel der Raben; die Etymologie ist nach wie vor umstritten) als Verwaltungszentrum Galliens gegründet. Vorher bestand an gleichem Ort bereits eine keltische Siedlung. Durch die geographische Lage wurde Lyon zum Knotenpunkt für Transporte in Richtung Paris, der nördlichen Alpenregion sowie zum Mittelmeer. Zwischen Cornas und Guilherand-Granges finden sich noch Überreste einer Transportroute zwischen Lyon und dem heutigen Narbonne. Bereits Strabon weist in seinem Werk Geographica auf die Tatsache hin, das der Rhône eine wichtige Rolle zukomme. Vom Mittelmeer sei es möglich, über dem Wasserweg zum Atlantik und zum Ärmelkanal zu gelangen. Strabon war jedoch der Meinung, dass der Weinbau nur in einem mediterranen Klima möglich sei. Als Indikator nahm er die immergrüne Quercus ilex. Die Steineiche ist ein Charakterbaum der mediterranen Klimazone. Sie ist von Portugal bis zur Türkei (Ägäis- und Schwarzmeerküste) und von Marokko bis Tunesien verbreitet.
Vienne war ursprünglich die Hauptstadt der keltischen Allobroger. Im Jahre 121 v. Chr. besiegte Quintus Fabius Maximus bei Vienne die verbündeten Allobroger und Arverner. In der Folge ließen sich römische Legionäre in der Stadt nieder. Unter Kaiser Caligula wurde Vienne im Jahr 41 n. Chr. Römische Kolonie. Die als Vienna bezeichnete Stadt erblühte und wurde in der Römischen Kaiserzeit zweite Hauptstadt Südgalliens.
Im 9. Jahrhundert bearbeiten Benediktiner Weinberge bei Cornas. Im Jahr 1137 übernehmen Zisterzienser den Anbau von Gigondas und Vacqueyras und Papst Clemens V. gründet Chateauneuf (also das neue Schloss, als Kontrast zum alten in Avignon).

## Geografie
Die Rhône bahnte sich den Weg zwischen dem Zentralmassiv auf der einen und den Ausläufern der Alpen auf der anderen Seite. Im Norden überwiegt die Granitunterlage vulkanischen Ursprungs aus dem Zentralmassiv. Dieser Boden sorgt für eine gute Drainage. Die Reblagen sind in der Regel in den Steilhängen der Region zu finden, die weniger durch Nebel und Frost gefährdet sind. An vielen Stellen sind die Weinberge terrassiert.
Im Süden wird das Tal deutlich breiter. Die Unterböden sind aus Kalkstein, Sand und Lehm. Im Mutterboden haben die Gletscher Steine hinterlassen. Diese Steine unterstützen die Drainage und speichern die Wärme.

## Rebsorten
Innerhalb der Weinbauregion Rhône sind im Rahmen des Qualitätsweinbaus 21 Rebsorten, 13 rote und 8 weiße, zugelassen. Einige Sorten stellen als Leitsorte den Löwenanteil der bestockten Fläche dar, andere Sorten dürfen nur in bescheidenem Maß in den Verschnitt einfließen.

### Rote Rebsorten
- Die rote Rebsorte Grenache ist sehr wüchsig und ertragreich, neigt jedoch häufig zu starker Verrieselung. An der Rhône blüht die Sorte zwischen dem 5. und 15. Juni (siehe hierzu auch den Artikel BBCH-Skala für Weinreben). Der Erntezeitpunkt liegt je nach Jahrgang und Lage zwischen dem 15. September und dem 10. Oktober. Der Grenache ist gut an die trockenen und windigen Bedingungen der südlichen Rhône angepasst. Er stellt das Grundgerüst vieler Rotweine sowie einiger Roséweine der südlichen Rhône dar. Dort nimmt er 55–60 % der bestockten Rebfläche ein. Grenache liefert alkoholreiche Weine mit geringer Säure. Die Weine sind würzig und wuchtig und verfügen über ein Aroma von schwarzen Früchten. Trotz der hellen Farbe sind die Weine lange lagerfähig.

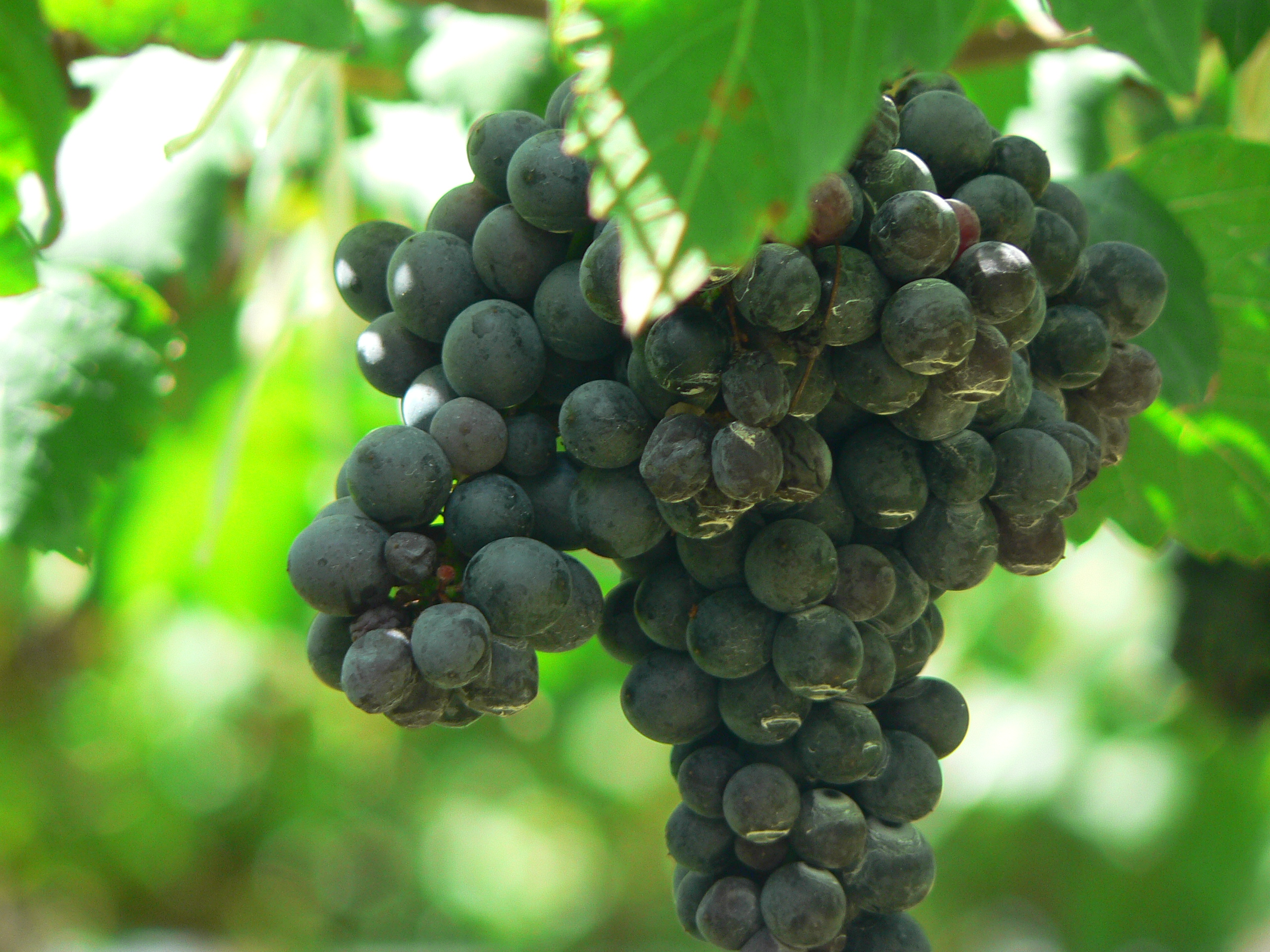
Syrah (Shiraz) Trauben

- Die Blütezeit der Syrah liegt ebenfalls zwischen dem 5. und 15. Juni. Syrah (Shiraz) TraubenDie benötigte Reifezeit ist jedoch im Vergleich zum Grenache etwas kürzer, so dass die Ernte zwischen dem 10. September und dem 5. Oktober eingeholt werden kann. Die Sorte Syrah liebt insbesondere das vergleichsweise kontrastarme Klima der nördlichen Rhône mit milden Wintern und nicht zu heißen Sommern. Sie ist die einzige zugelassene rote Sorte in diesem Teil des Flussabschnitts und bestimmt damit die bekannten Weine der Côte-Rôtie, von Cornas, Saint-Joseph sowie von Crozes-Hermitage. Die Weine sind in ihrer Farbe tiefdunkel, sehr aromatisch und verfügen über eine Aromanote von schwarzer Johannisbeere. Die Rotweine sind elegant und haben ein gutes Alterungspotential.
- Mourvèdre blüht zwar ebenfalls zwischen dem 5. und 15. Juni, kann aber an der Rhône nicht vor Anfang Oktober geerntet werden. Die spätreifende Sorte braucht viel Wärme und Licht, um zur Vollreife zu kommen. Ihr Einsatzbereich beschränkt sich daher auf die Weinbaugebiete der südlichen Rhône. Sie begnügt sich mit einer geringen jedoch gleichmäßigen Niederschlagsmenge. Der Wein der Sorte Mourvèdre ist intensiv, schwer und tanninreich. Er altert gut. Einigen Roséweinen verleiht die Sorte mehr Frische sowie ein breiteres Aromenspektrum. Sie findet Eingang in den AOC-Weinen von Châteauneuf-du-Pape, Côtes du Luberon, Côtes du Ventoux, Gigondas, Lirac, Tavel und Vacqueyras sowie in Côtes du Rhône Weinen der südlichen Rhône.
- Die reich tragende Sorte Carignan darf in den Rhône-Appellationen nur in geringen Prozentsätzen eingesetzt werden. Je nach Weinlage kann das Lesegut zwischen dem 25. September und dem 25. Oktober eingeholt werden. Carignan verträgt gut Trockenheit und Wind und verlangt einen ausgesprochen warmen Standort. In kargen Böden sowie in Hanglagen ist der Ertrag des Massenträgers stark eingeschränkt und erbringt unter diesen Bedingungen gut strukturierte Weine mit einer tiefen Farbe, die sich gut zum Verschnitt eignen.
- Auch die Rebsorte Cinsault (andere Schreibweise Cinsaut) trägt reichlich und regelmäßig. Sie liebt warme Lagen, verträgt gut Trockenheit und Wind. Den Löwenanteil dieser Sorte findet man daher in den Rebflächen des Départements Vaucluse. Cinsault gibt fruchtige, hellrote Weine, denen es jedoch aufgrund niedriger Säurewerte und einem geringen Tanninanteil an Struktur fehlt. Roséweinen sowie den unter dem Namen Primeur vermarkteten Rotweinen verleiht sie jedoch die Frucht. Cinsault findet man in den Weinen von Tavel, Châteauneuf-du-Pape sowie in vielen Abfüllungen der Appellation Côtes du Rhône.
- Counoise war in der Vergangenheit auch unter dem Namen Moustardier verbreitet. Obwohl sie zum offiziellen Mix der 13 Rebsorten von Châteauneuf-du-Pape gehört, wird sie kaum noch angebaut. Die sortenreinen Weine ähneln denen des Carignan, sind dabei jedoch tanninärmer.
- Die Rebsorte Muscardin wird ebenfalls kaum noch angebaut. Durch seine kräftige Säure verleiht der Grundwein dieser Sorte dem Châteauneuf-du-Pape eine blumige Note sowie eine größere Frische. Die Erträge sind sehr gering und erklären zum Teil die geringe Verbreitung der Sorte Muscardin.
- Unter dem Namen Vaccarèse oder auch Camarèse wird an der Rhône die Rebsorte Brun Argenté kultiviert. Die aus dieser Sorte gekelterten Weine ähneln denen der Syrah. Insbesondere beim Verschnitt mit den Weinen von Grenache verleihen sie dem Endprodukt mehr Struktur und Finesse.
- Piquepoul Noir findet Eingang in den Rotwein von Châteauneuf-du-Pape sowie den Côtes du Rhône aus dem Département Gard. Die hellroten aber vollen Weine mit ihrer kräftigen Säure verleihen dem Verschnitt mehr Struktur sowie blumige und fruchtige Aromen.
- Obwohl in den Appellationsbestimmungen des Châteauneuf-du-Pape erwähnt, wird die Rebsorte Terret Noir praktisch kaum noch angebaut. Die hellroten Weine sind leicht und angenehm, geben dem Verschnitt jedoch kaum zusätzliche Qualitäten.

### Weiße Rebsorten
- Die weiße Grenache Blanc ist die helle Mutation der roten Grenache. Ähnlich wüchsig ergibt sie runde und kräftige Weißweine mit lang anhaltendem Geschmack, denen es jedoch an strukturgebender Säure mangelt. Sie wird seit den 1990er Jahren vermehrt in den Appellationen Châteauneuf-du-Pape, Lirac, Tavel und Vacqueyras sowie in den weißen Weinen der Côtes du Rhône eingesetzt.
- Die wuchskräftige Clairette Blanche reift an der Rhône zwischen dem 25. September und dem 25. Oktober. Aufgrund ihres schnellen Wuchses ist sie empfindlich gegen starken Wind. Sie liebt trockene und magere Böden mit hohem Kieselanteil. Sie liefert feine Weine mit einem blumigen Aroma, die jedoch schnell zu Oxidation neigen. An der südlichen Rhône wird sie frühzeitig geerntet, um dem Verschnitt Frische und Frucht zu geben. Zugelassen ist sie in den Appellationen Châteauneuf-du-Pape, Lirac, Tavel, Vacqueyras sowie in den weißen Weinen der Côtes du Rhône. Im Schaumwein Clairette de Die spielt sie trotz des Namens nur eine untergeordnete Rolle.
- Die ertragreiche Marsanne (auch Marsanne Blanche genannt) erbringt körperreiche und duftige Weine mit niedrigen Säurewerten. Die ausgesprochen tieffarbigen Weißweine altern gut und bilden passende Verschnittpartner mit den Sorten Roussanne oder Viognier. Marsanne findet man in den Weinen von Saint Joseph, Saint Peray, Crozes-Hermitage sowie in bescheidenem Maße auch im Hermitage. Ausgeschlossen ist sie in den Weinen von Condrieu und Château Grillet. Je nach Lage kann das Lesegut ab dem 15. September eingeholt werden.
- Die weiße Rebsorte Roussanne ist mäßig wuchskräftig und erhielt ihren Namen vermutlich von der rostroten Farbe (roux ist der französischsprachige Ausdruck dieser Farbe) der Beeren bei Vollreife. Sie liebt warme, mit Kies durchsetzte Böden. Sie liefert lediglich unregelmäßig gute Erträge und verfügt über eine geringe Windfestigkeit. Ihre Anbaufläche ist daher aufgrund der geographischen und klimatischen Gegebenheiten stark eingeschränkt. Die Weine der Sorte Roussanne sind elegant, im besten Fall komplex und fein. Im Verschnitt mit der Sorte Marsanne erhält der Wein mehr Körper. Durch geeignete Klonselektion konnten einige der weinbaulichen Nachteile abgeschwächt werden, so dass die Rebsorte seit den 1990er Jahren wieder populärer wird. Insbesondere Château Beaucastel bewies, dass Roussanne bei guter Weinbergspflege und Vollreife des Leseguts hervorragende Weine hervorbringen kann. Der weiße Spitzenwein dieses Guts, der Châteauneuf-du-Pape blanc AC Vieilles Vignes, ist ein sortenreiner Roussanne, der ausschließlich aus Trauben gekeltert wird, die von Rebstöcken mit einem Mindestalter von 65 Jahren stammen sollen. Die Weine können bei fachgerechter Flaschenlagerung eine lange Haltbarkeit erreichen.[4]
- Das Einsatzgebiet der spätreifenden Bourboulenc beschränkt sich auf die Appellationen der südlichen Rhône. Im warmen Klima bei Avignon kann die Sorte zwischen dem 25. September und dem 25. Oktober geerntet werden. Bourboulenc erbringt frische, blumige Weine mit einem mäßigen Alkoholgehalt und guten Säurewerten. In qualitativ guten Weinen ein leichter Rauchton an. Rebpflanzungen befinden sich in den Anbaugebieten von Châteauneuf-du-Pape, Lirac, Tavel und Vacqueyras sowie in den Weißweinen südlicher Lagen der Côtes du Rhône Appellation.

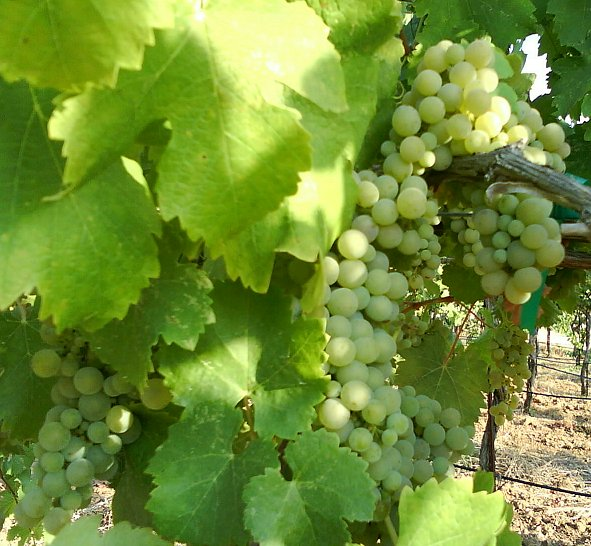
Trauben und Blätter der Rebsorte Viognier; die Aufnahme entstand in Kalifornien im Monat August.

- In Trauben und Blätter der Rebsorte Viognier; die Aufnahme entstand in Kalifornien im Monat August. den Anfängen der 1970er Jahre war die Rebsorte Viognier nahezu ausgestorben. Im Jahr 1971 wurden lediglich 13,7 Hektar Rebfläche an der Rhône (und damit weltweit) erhoben. Insbesondere seit den 1990er Jahren ist die Sorte jedoch wieder in Mode gekommen. An der nördlichen Rhône ist sie wieder die wichtigste weiße Rebsorte. Viognier begnügt sich mit trockenen und kargen Böden. Der Wein dieser Sorte hat eine kräftige Farbe und verfügt über einen meist hohen Alkoholgehalt. In der Jugend überwiegen in den Weinen Düfte mit blumigen Noten von Veilchen und Akazie. Mit zunehmendem Alter entwickelt sich ein komplexeres Bouquet, das an Pfirsich und Aprikose erinnert. Sortenrein wird Viognier in den Herkunftsbezeichnungen Condrieu und Château Grillet ausgebaut. In den Rotweinen der von Syrah dominierten Appellationen darf die Sorte zu maximal 20 % beigemischt werden.
- Der Massenträger Ugni Blanc spielt nur eine untergeordnete Rolle in den Weinen der Rhône. Die wichtigste Sorte für den Weinbrand Cognac verleiht einigen wenigen Weinen der Appellation Côtes du Rhône und Lirac Frische und Lebendigkeit.
- Piquepoul Blanc ist eine helle Mutation der Piquepoul Noir. Sie ist in den Weißweinen von Châteauneuf-du-Pape und Côtes du Rhône zugelassen. Der Wein dieser Sorte ist trocken, geschmacklich eher neutral und von mäßiger Qualität. Lediglich aufgrund der knackigen Säure verleiht er den Verschnitten viel Frische. Gelegentlich wird Piquepoul Blanc in bescheidenem Maße den Weinen von Lirac und Tavel beigemischt.

## Nördliche Rhône

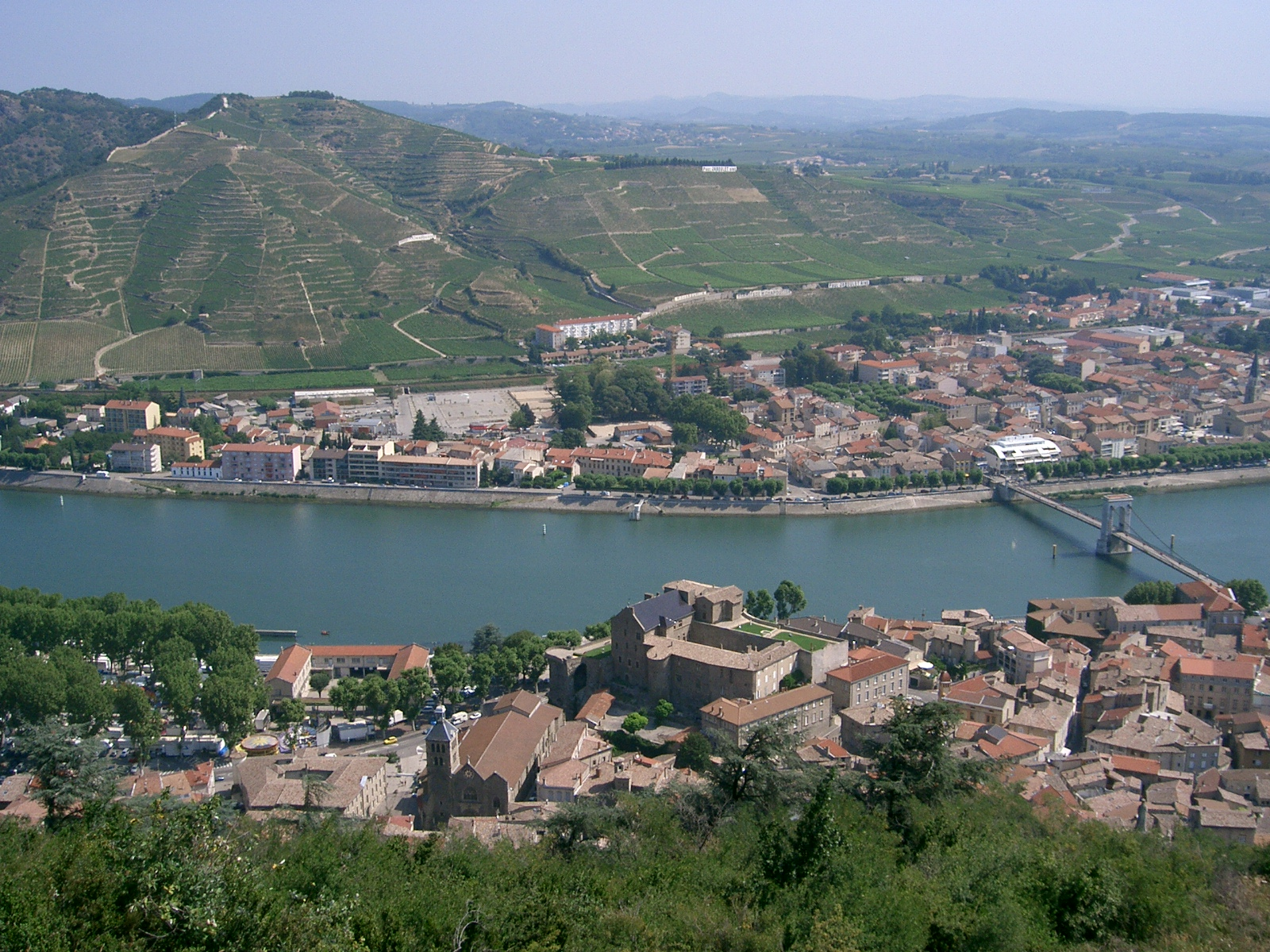
Das Weinbaugebiet der nördlichen Rhône bei Tournon-sur-Rhône. Am Südhang des Berges auf der anderen Flussseite wächst der Hermitage.

### Klima
Im nördlichen Rhônetal mischen sich in das kontinentale Klima des Burgund und Lyonnais mediterrane Einflüsse aus dem Mündungsgebiet der Rhône. Der kühle und trockene Nordwind herrscht vor, warme Südwinde sind seltener und bringen dann zumeist Regen. Die Niederschlagsmengen liegen zwischen 700 und 800 mm pro Jahr. Die Sommer sind warm und trocken. Aufgrund der großen Nord-Süd-Ausdehnung des Gebietes ist das Klima allerdings nicht homogen, und Mikroklimate spielen eine große Rolle. Die Weinberge finden sich dort, wo eine maximale Sonneneinstrahlung mit dem Schutz vor kaltem Nordwind und Nebelbildung einhergeht. Eine Ausrichtung nach Süd-Südost ist hier ideal.
Die nördliche Rhône ist das ideale Gebiet für den Anbau der Rebsorte Syrah: Hermitage und Côte-Rôtie zählen zu den großen Weinen der Welt. Ergänzend werden auch in kleinerem Umfang die roten Sorten Cinsaut und Mourvèdre eingesetzt. Im Bereich der Weißweine wird die Sorte Viognier bei Condrieu eingesetzt, es gibt auch einige weiße Hermitage aus Marsanne blanche und Roussanne.
|                        | Jan  | Feb  | Mär  | Apr  | Mai  | Jun  | Jul  | Aug  | Sep  | Okt  | Nov  | Dez  |   |       |
| Mittl. Temperatur (°C) | 2,8  | 4,3  | 7,8  | 10,8 | 14,9 | 18,5 | 21,0 | 20,4 | 17,2 | 12,4 | 6,9  | 3,4  | ⌀ | 11,7  |
| Mittl. Tagesmax. (°C)  | 5,9  | 8    | 12,5 | 15,8 | 20,2 | 24   | 26,8 | 26,1 | 22,4 | 16,8 | 10,3 | 6,2  | ⌀ | 16,3  |
| Mittl. Tagesmin. (°C)  | −0,4 | 0,5  | 3,1  | 5,7  | 9,6  | 13   | 15,2 | 14,7 | 11,8 | 8    | 3,5  | 0,6  | ⌀ | 7,1   |
|                        |      |      |      |      |      |      |      |      |      |      |      |      |   |       |
| Niederschlag (mm)      | 51,9 | 47,1 | 56,4 | 64,8 | 81,3 | 78,4 | 63,4 | 83,1 | 86,4 | 84,4 | 80,3 | 56,6 | Σ | 834,1 |

| −0,4 |

| 0,5 |

| 3,1 |

| 5,7 |

| 9,6 |

| 13 |

| 15,2 |

| 14,7 |

| 11,8 |

| 8 |

| 3,5 |

| 0,6 |

| −0,4 |

| 0,5 |

| 3,1 |

| 5,7 |

| 9,6 |

| 13 |

| 15,2 |

| 14,7 |

| 11,8 |

| 8 |

| 3,5 |

| 0,6 |

| N i e d e r s c h l a g | 51,9 | 47,1 | 56,4 | 64,8 | 81,3 | 78,4 | 63,4 | 83,1 | 86,4 | 84,4 | 80,3 | 56,6 |
|                         | Jan  | Feb  | Mär  | Apr  | Mai  | Jun  | Jul  | Aug  | Sep  | Okt  | Nov  | Dez  |

### Appellationen
Folgende Appellationen werden diesem Teil der Rhône zugeordnet:
- Côte-Rôtie
- Condrieu
- Château-Grillet
- Saint-Joseph
- Crozes-Hermitage
- Hermitage
- Cornas
- Saint-Péray
- Clairette de Die, ein Schaumwein in traditioneller Machart
- Crémant de Die, ein Schaumwein gemäß der klassischen Flaschengärung
- Coteaux de Die
- Châtillon-en-Diois, hier werden Weißweine aus den Trauben Chardonnay, Aligoté und Rotweine aus Gamay, Syrah und Pinot Noir hergestellt. Diese Gegend um Die an der Drôme hält somit eine Ausnahmestellung.
- Côtes du Rhône

## Südliche Rhône

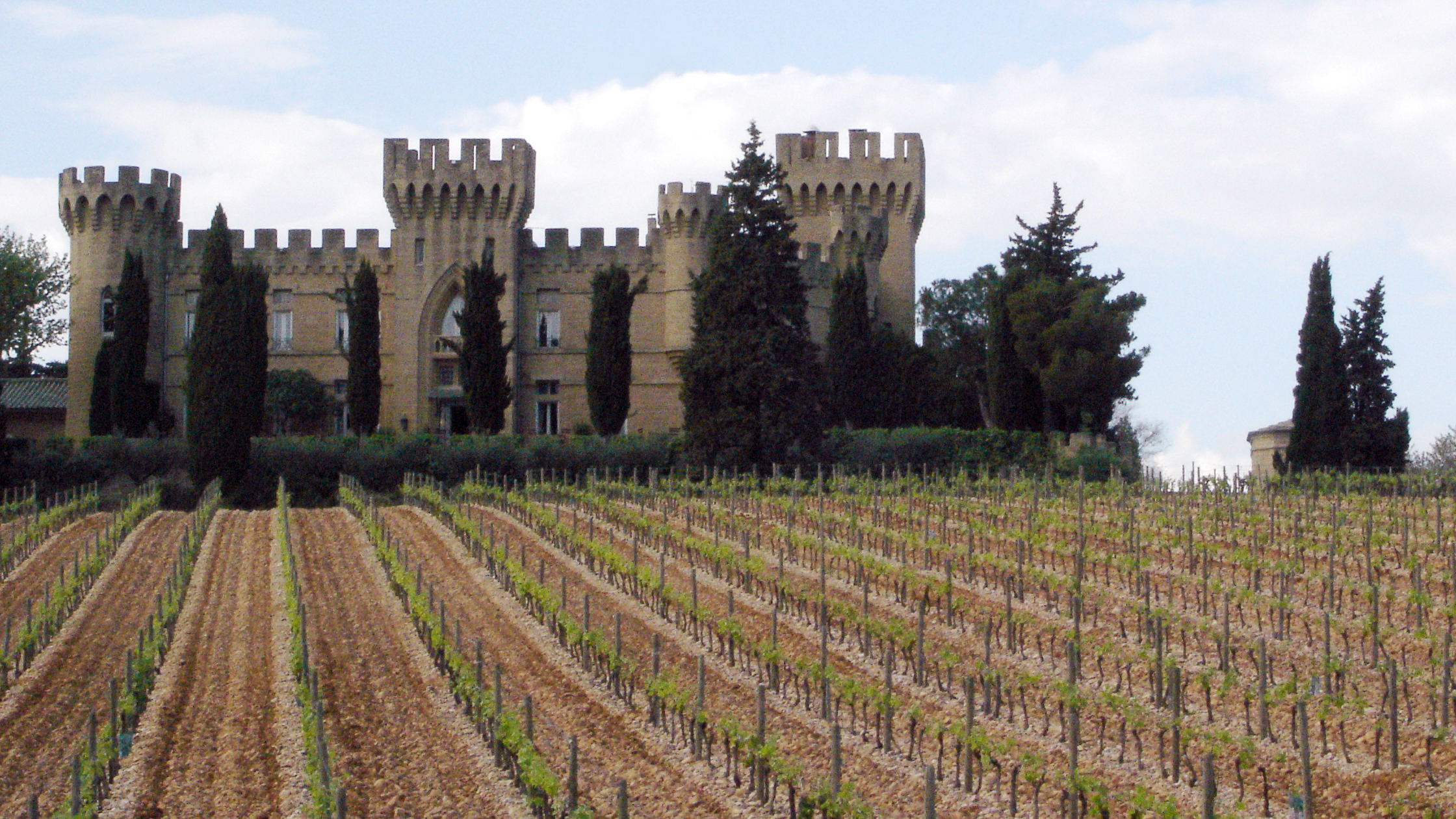
Eine Rebfläche in Châteauneuf-du-Pape, Teil der südlichen Rhône

### Klima
Dieser Teil der Region ab Montélimar ist schon deutlich mediterraner wenngleich der Mistral, ein kalter Nordwind typisch für diese Gegend ist. Burgundische Händler hatten den Winzern den Einsatz von Grenache empfohlen. Daneben werden auch alle Rebsorten angebaut, die für Südfrankreich typisch sind, wie z. B. Mourvèdre, Cinsaut, Syrah, Carignan etc. Im Gegensatz zu den reinsortigen Syrahs aus dem Norden werden im Süden Cuvées assembliert (zusammengestellt). Für den roten Châteauneuf-du-Pape sind 13 Rebsorten zugelassen, wobei der Hauptbestandteil die Grenache ist. Bei den weißen Rebsorten überwiegen Grenache Blanc, Bourboulenc, Piquepoul Blanc, Clairette Blanche und Picardon.
|                        | Jan  | Feb  | Mär  | Apr  | Mai  | Jun  | Jul  | Aug  | Sep  | Okt  | Nov  | Dez  |   |       |
| Mittl. Temperatur (°C) | 6,0  | 7,5  | 11,0 | 13,0 | 17,5 | 21,0 | 24,0 | 24,0 | 19,5 | 15,5 | 8,5  | 7,5  | ⌀ | 14,6  |
| Mittl. Tagesmax. (°C)  | 10,0 | 12,0 | 16,0 | 18,0 | 23,0 | 27,0 | 30,0 | 30,0 | 25,0 | 20,0 | 13,0 | 10,0 | ⌀ | 19,5  |
| Mittl. Tagesmin. (°C)  | 2,0  | 3,0  | 6,0  | 8,0  | 12,0 | 15,0 | 18,0 | 18,0 | 14,0 | 11,0 | 6,0  | 3,0  | ⌀ | 9,7   |
|                        |      |      |      |      |      |      |      |      |      |      |      |      |   |       |
| Niederschlag (mm)      | 36,5 | 23,3 | 24,9 | 47,5 | 45,6 | 25,4 | 20,9 | 29,1 | 65,8 | 59,6 | 52,8 | 34,0 | Σ | 465,4 |

| 2,0 |

| 3,0 |

| 6,0 |

| 8,0 |

| 12,0 |

| 15,0 |

| 18,0 |

| 18,0 |

| 14,0 |

| 11,0 |

| 6,0 |

| 3,0 |

| 2,0 |

| 3,0 |

| 6,0 |

| 8,0 |

| 12,0 |

| 15,0 |

| 18,0 |

| 18,0 |

| 14,0 |

| 11,0 |

| 6,0 |

| 3,0 |

| N i e d e r s c h l a g | 36,5 | 23,3 | 24,9 | 47,5 | 45,6 | 25,4 | 20,9 | 29,1 | 65,8 | 59,6 | 52,8 | 34,0 |
|                         | Jan  | Feb  | Mär  | Apr  | Mai  | Jun  | Jul  | Aug  | Sep  | Okt  | Nov  | Dez  |

Der Mistral ist ein das ganze Jahr wetterbestimmendes Ereignis.
| Mistral.                                                       | Jan.    | Feb.    | März.    | April.  | Mai     | Jun      | Jul.    | Aug.    | Sept.   | Okct.   | Nov.    | Dez.     |
| -------------------------------------------------------------- | ------- | ------- | -------- | ------- | ------- | -------- | ------- | ------- | ------- | ------- | ------- | -------- |
| Maximal gemessene Windgeschwindigkeit im Monat                 | 96 km/h | 97 km/h | 112 km/h | 97 km/h | 94 km/h | 100 km/h | 90 km/h | 90 km/h | 90 km/h | 87 km/h | 91 km/h | 118 km/h |
| Tendenz: Tage mit einer Windgeschwindigkeit > 16 m/s (58 km/h) | --      | +++     | ---      | ++++    | ++++    | =        | =       | ++++    | +       | ---     | =       | ++       |

### Appellationen
Folgende Appellationen werden diesem Teil der Rhône zugeordnet:
- Côtes du Rhône
- Côtes du Rhône Villages mit den Einzelappellationen Chusclan, Gadagne, Laudun-l’Ardoise, Massif d’Uchaux, Nyons, Plan de Dieu, Puyméras, Roaix, Rochegude, Rousset-les-Vignes, Sablet, Saint Andéol, Sainte-Cécile, Saint-Gervais, Saint-Maurice-sur-Eygues, Saint-Pantaléon-les-Vignes, Séguret, Signargues, Suze-la-Rousse, Vaison-la-Romaine, Valréas, Visan
- Cairanne
- Coteaux du Tricastin
- Côtes du Ventoux
- Côtes du Luberon
- Côtes du Vivarais
- Coteaux de Pierrevert
- Beaumes-de-Venise
- Châteauneuf-du-Pape
- Gigondas
- Lirac
- Muscat de Beaumes-de-Venise
- Rasteau
- Tavel
- Vacqueyras
- Vinsobres

Manchmal werden auch die Weinbaugebiete Costières de Nîmes und Clairette de Bellegarde zum Weinbaugebiet der Rhône gezählt, obwohl sie auf dem Gebiet des Languedoc liegen. Während sich jedoch die Verantwortlichen der AOC Costières de Nîmes im Jahr 2004 formell für die Zugehörigkeit zur Weinbauregion Rhône entschieden, verblieb die dort enthaltene Enklave Clairette de Bellegarde im Zuständigkeitsbereich des Languedoc.

## Jahrgangsbewertungen
In den Jahrgangsbewertungen wird unterschieden: außergewöhnlich guter Jahrgang *****, großer Jahrgang ****, guter Jahrgang ***, mäßiger Jahrgang **, schlechter Jahrgang *.
| Jahrgangsbewertung | ***** | ***   | ***   | ****  | ***** | ****  | ****  | ***   | **** | ****  |
| 1990er Jahrgänge | 1999  | 1998  | 1997  | 1996  | 1995  | 1994  | 1993  | 1992  | 1991 | 1990  |
| Jahrgangsbewertung | ***   | ***   | **    | ***   | ****  | **    | **    | **    | ***  | ***** |
| 1980er Jahrgänge | 1989  | 1988  | 1987  | 1986  | 1985  | 1984  | 1983  | 1982  | 1981 | 1980  |
| Jahrgangsbewertung | ***** | ***** | ****  | ***   | ***** | **    | ****  | ***   | **** | ***** |
| 1970er Jahrgänge | 1979  | 1978  | 1977  | 1976  | 1975  | 1974  | 1973  | 1972  | 1971 | 1970  |
| Jahrgangsbewertung | ****  | ***** | ****  | **    | ***   | ****  | ***   | **    | **   | ***** |
| 1960er Jahrgänge | 1969  | 1968  | 1967  | 1966  | 1965  | 1964  | 1963  | 1962  | 1961 | 1960  |
| Jahrgangsbewertung | **    | *     | ***** | ***** | ***   | ***   | **    | **    | ***  | ***** |
| 1950er Jahrgänge | 1959  | 1958  | 1957  | 1956  | 1955  | 1954  | 1953  | 1952  | 1951 | 1950  |
| Jahrgangsbewertung | ****  | ****  | ***** | ****  | ****  | ***   | ****  | ***** | **   | ***** |
| 1940er Jahrgänge | 1949  | 1948  | 1947  | 1946  | 1945  | 1944  | 1943  | 1942  | 1941 | 1940  |
| Jahrgangsbewertung | ***** | ***** | ***** | ****  | ***** | **    | ***** | ****  | **   | **    |
| 1930er Jahrgänge | 1939  | 1938  | 1937  | 1936  | 1935  | 1934  | 1933  | 1932  | 1931 | 1930  |
| Jahrgangsbewertung | *     | ****  | ****  | ***   | **    | ***** | ***** | **    | **   | **    |
| 1920er Jahrgänge | 1929  | 1928  | 1927  | 1926  | 1925  | 1924  | 1923  | 1922  | 1921 | 1920  |
| Jahrgangsbewertung | ***** | ***** | **    | ****  | **    | ****  | ****  | **    | **** | ****  |
| Quellen: Yves Renouil (Hrsg.): Dictionnaire du vin. Éd. Féret et fils Bordeaux, 1962. Alexis Lichine: Encyclopédie des vins et alcools de tous les pays. Éd. Robert Laffont-Bouquins, Paris 1984. Les millésimes de la vallée du Rhône. (französisch). Les grands millésimes de la vallée du Rhône. (französisch). |       |       |       |       |       |       |       |       |      |       |

Innerhalb der letzten 90 Jahre gab es 24 außergewöhnlich gute Jahrgänge, 26 große Jahrgänge, 16 gute Jahrgänge, 22 mäßige Jahrgänge sowie 2 schlechte Jahrgänge.